# Telopea
Telopea R.Br. – rodzaj roślin z rodziny srebrnikowatych. Obejmuje 5 gatunków. Występują naturalnie w południowo-wschodniej Australii i na Tasmanii. Są to krzewy o efektownych kwiatostanach rosnące w lasach eukaliptusowych na obszarach górskich. 
Rośliny te, a zwłaszcza Telopea speciosissima, cenione są jako ozdobne nie tylko z powodu efektownego wyglądu, ale też stosunkowo dużej odporności na niskie temperatury. T. speciosissima jest też emblematem florystycznym stanu Nowa Południowa Walia, a jego kwiatostan jest popularnym motywem w lokalnej architekturze i zdobnictwie. Aborygeni spożywają nektar z kwiatów tych roślin, a ich liści używali do ochrony przed ogniem.

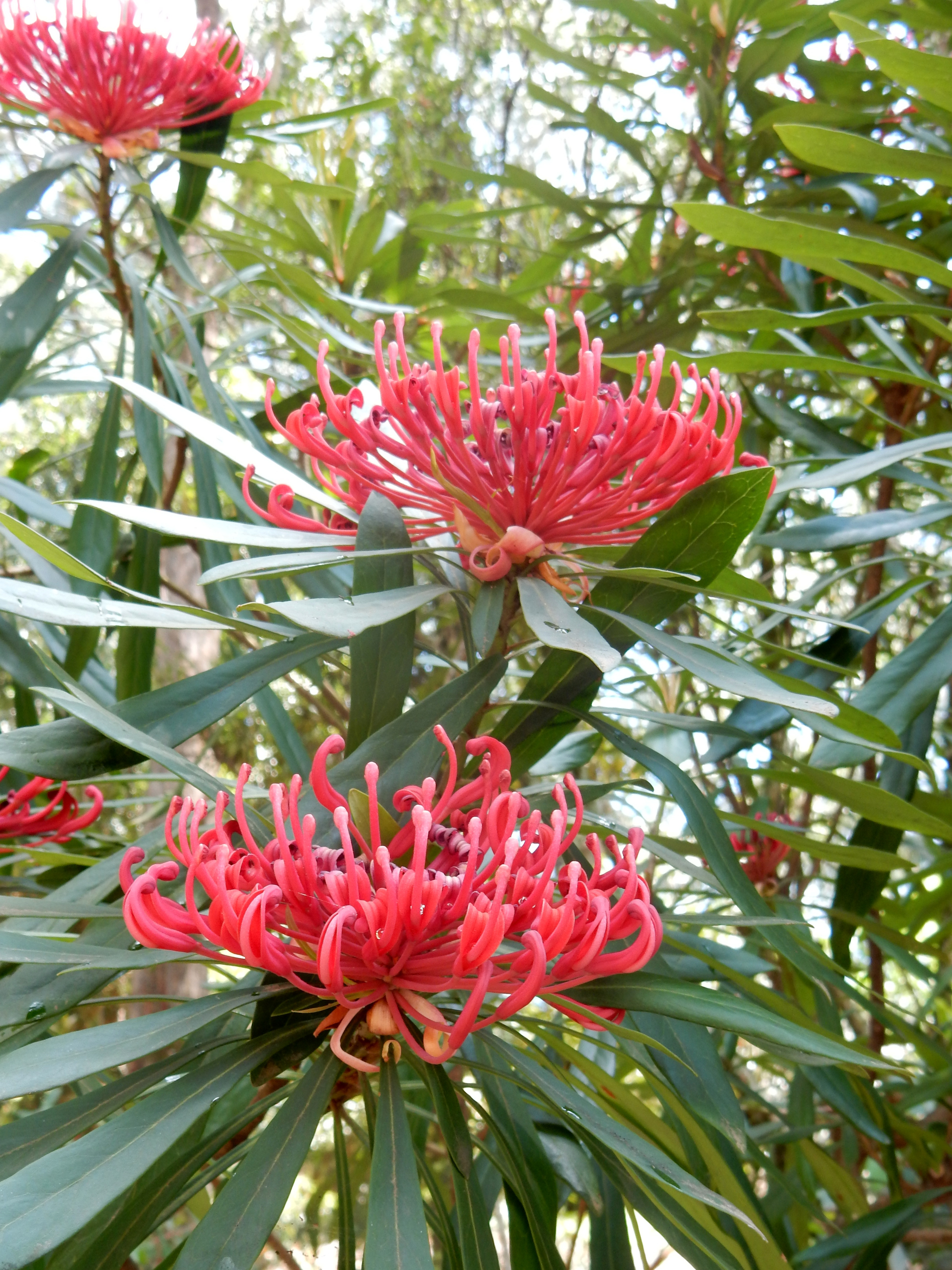
Telopea mongaensis

## Morfologia

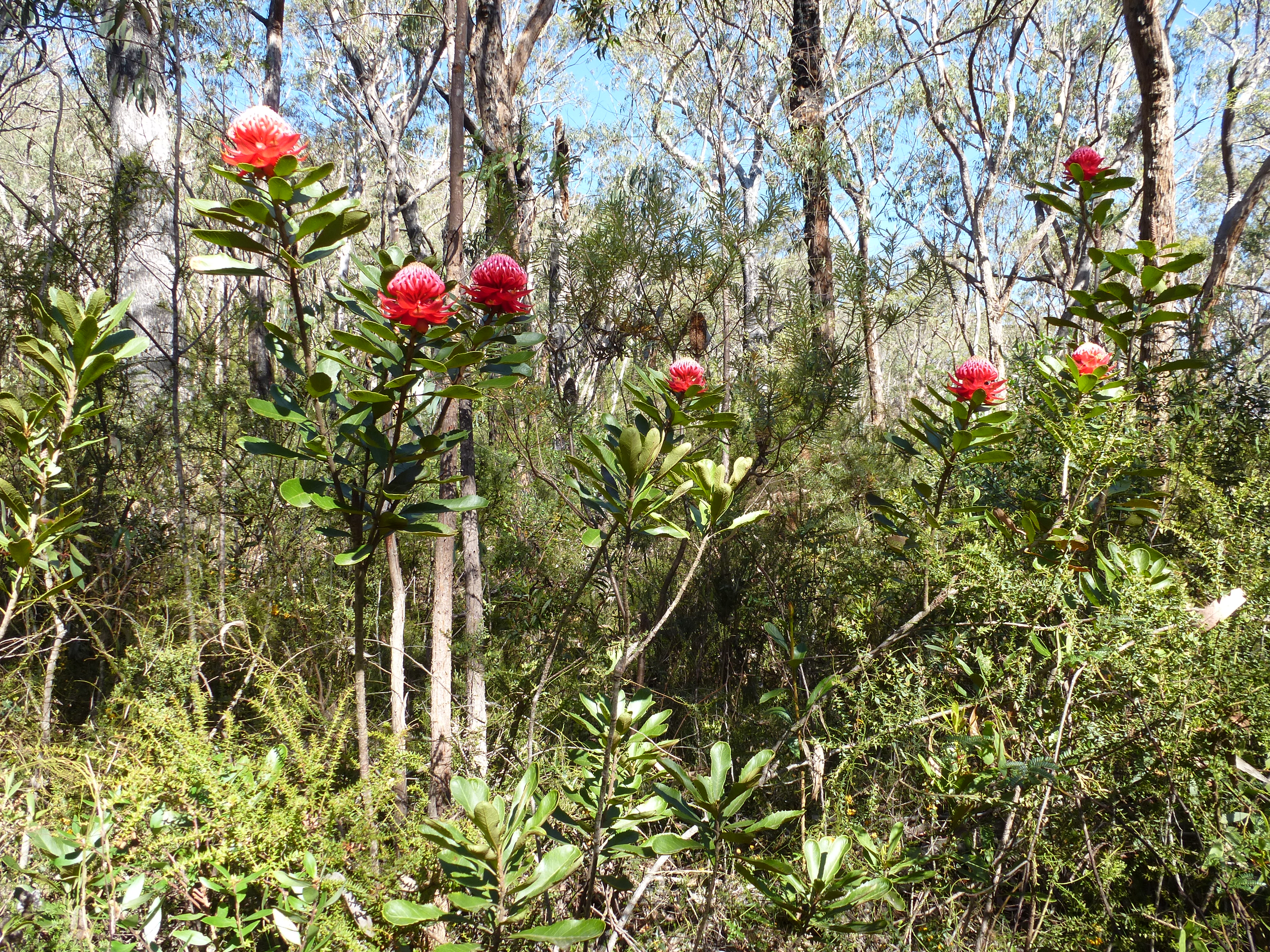
Telopea aspera

PokrójKrzewy osiągające do 4 metrów wysokości.
LiścieZimozielone, skrętoległe, blaszki skórzaste, całobrzegie i piłkowane.
KwiatyWyrastają parami skupione w okazałe, gęste główki rozwijające się na szczytach pędów i wsparte u nasady licznymi, barwnymi podsadkami. Są czerwone, rzadko żółte lub białe. Okwiat tworzą cztery barwne działki kielicha odwijające się w czasie kwitnienia. Na ich końcach znajdują się osadzone cztery główki pręcików, których nitki przyrośnięte są do działek. Słupek składa się z górnej jednokomorowej zalążni i długiej, wygiętej szyjki zakończonej dyskowatym znamieniem.
OwoceTorebki zwieńczone trwałymi szyjkami słupka, zawierające oskrzydlone nasiona.

## Systematyka
Rodzaj z plemienia Embothrieae, podrodziny Grevilleoideae z rodziny srebrnikowatych Proteaceae.
Wykaz gatunków
- Telopea aspera Crisp & P.H.Weston
- Telopea mongaensis Cheel
- Telopea oreades F.Muell.
- Telopea speciosissima (Sm.) R.Br.
- Telopea truncata (Labill.) R.Br.